# Megaphrynium trichogynum
Megaphrynium trichogynum är en strimbladsväxtart som beskrevs av Jean Koechlin. Megaphrynium trichogynum ingår i släktet Megaphrynium och familjen strimbladsväxter. Inga underarter finns listade.